# James L. Dolan
 (décembre 2019).
Si vous disposez d'ouvrages ou d'articles de référence ou si vous connaissez des sites web de qualité traitant du thème abordé ici, merci de compléter l'article en donnant les références utiles à sa vérifiabilité et en les liant à la section « Notes et références ».
James Lawrence Dolan, né le 11 mai 1955, est un homme d'affaires américain qui est président exécutif et PDG de The Madison Square Garden Company et président exécutif de MSG Networks.

## Biographie
En tant que président des sociétés, Dolan supervise toutes les opérations au sein de l'entreprise et supervise également les opérations quotidiennes de ses équipes sportives professionnelles, les Knicks de New York, les Rangers de New York et la Liberty de New York. Mais aussi leurs réseaux sportifs régionaux, qui incluent MSG Network et MSG Plus. Dolan était auparavant PDG de Cablevision jusqu'à sa vente en  juin 2016.
Il donne plus de 700 000 dollars à la campagne présidentielle de Donald Trump pour soutenir sa réélection en 2020.
En janvier 2024, une poursuite est intentée par Kellye Croft contre James L. Dolan devant la cour de district de Los Angeles. Croft accuse Dolan d'avoir fait pression sur elle pour avoir des relations sexuelles non désirées (par Croft) en 2014.